# 崔文
崔文，安慶衛人，明朝軍事將領。
崔文世為安慶衛指揮使，寧王朱宸濠叛亂時，抵禦城防有功，明世宗任其為都指揮使。當時江、淮多盜亂，廷議設總兵官，督上下江防，并擢升崔文為都督僉事擔任。改蒞南京前軍都督府，專督操江、久之去世。